# Discomiosis
Discomiosis là một chi bướm đêm thuộc họ Geometridae.

## Các loài
- Discomiosis anfractilinea Prout, 1915
- Discomiosis crescentifera (Warren, 1902)
- Discomiosis synnephes Prout, 1915